# Jaqué (Panama)
Pour les articles homonymes, voir Jaqué.
Jaqué est un corregimiento du district de Chepigana, dans la province de Darién, au Panama. En 2010, la localité comptait une population de 2 386 habitants.